# Carlos Vinícius
Carlos Vinícius (* 25. März 1995 in Maranhão; voller Name Carlos Vinícius Alves Morais, auch bekannt als Vinícius Morais) ist ein brasilianischer Fußballspieler. Der Stürmer steht bei FC Fulham unter Vertrag.

## Vereinskarriere

### Anfänge in Brasilien und Portugal
Carlos Vinícius stammt aus der Nachwuchsabteilung des FC Santos und kam über die Jugend von SE Palmeiras im Frühjahr 2016 zu der AA Caldense. Dort kam er in einem Jahr zu einem Einsatz und verließ deshalb den Verein im Januar 2017 in Richtung GE Anápolis.
Am 1. Juli 2017 schloss er sich leihweise für ein Jahr dem portugiesischen Zweitligisten Real SC an. Seine Zeit bei dem Verein aus der Stadt Queluz startete er mit dem einzigen Tor beim 1:0-Sieg im Ligapokalspiel gegen Belenenses Lissabon am 29. Juli. Auch in seinem Ligadebüt eine Woche später gegen den Leixões SC traf er. Mit einem Dreierpack schoss er seine Mannschaft am ersten Spieltag zum 4:1-Heimsieg. Im Januartransferfenster wurde er vom italienischen Erstligisten SSC Neapel gekauft, verblieb aber die restliche Spielzeit in Portugal. Er absolvierte in dieser Saison 2017/18 37 von 38 möglichen Ligaspielen, in denen er in allen startete und sich treffsicher zeigte. Trotz der 19 Ligatore des Stürmers, die ihn zum zweitbesten Torschützen des Jahres machten, musste Real SC als Tabellenletzter den Abstieg in die drittklassige Campeonato Nacional antreten.

### Wechsel nach Neapel und Leihgeschäfte
Bereits während seiner Zeit beim Real SC wurden diverse europäische Vereine auf den jungen Stürmer aufmerksam. Der letztliche Wechsel zum Spitzenverein SSC Neapel am 18. Januar 2018 überraschte dennoch viele Experten, da Morais zuvor nie in einer höheren Liga als der zweiten portugiesischen Spielklasse gespielt hatte. Der Amateurverein Grêmio Anápolis erhielt für seine Dienste eine Ablösesumme in Höhe von vier Millionen Euro.
Bereits nach einem Monat, am 24. August 2018, verließ Carlos Vinícius die Azzurri wieder, da er leihweise für die gesamte Saison 2018/19 zum portugiesischen Erstligisten Rio Ave FC wechselte. Dort erlebte er einen ähnlich starken Start wie beim Real SC. Nachdem er in seinem ersten Ligaspiel nur kurz zum Einsatz kam, erzielte er bei der 1:2-Auswärtsniederlage gegen Benfica Lissabon in der Taça da Liga das einzige Tor seiner Mannschaft. Auch in den nächsten zwei Ligaspielen traf er dreimal. Bis Ende Januar 2019 traf er in 20 Pflichtspielen 14-mal.
Das Leihgeschäft wurde noch im verbleibenden Wintertransferfenster abgebrochen und der Spieler an den ambitionierteren französischen Erstligisten AS Monaco verliehen, der zu dieser Zeit jedoch an akuten Abstiegssorgen litt. Dort wurde er zu Beginn nur als Einwechselspieler eingesetzt, auch weil die Monegassen sich unter dem neuen Cheftrainer Leonardo Jardim wieder stabilisieren konnten. Am 15. März 2019 (29. Spieltag) startete er im Auswärtsspiel gegen den OSC Lille erstmals und traf in der 90. Spielminute zum 1:0-Endstand. Der endgültige Durchbruch gelang ihm bis Saisonende nicht und so kehrte er mit zwei erzielten Treffern in 16 Ligaspielen wieder nach Italien zurück. Den Abstieg konnte der AS Monaco mit drei Punkten Vorsprung auf den Abstiegsplatz knapp entgehen.

### Benfica Lissabon und weitere Stationen
Bei Neapel währte er jedoch erneut nicht lange. Am 20. Juli 2019 wechselte der Stürmer bereits zum dritten Mal in zwei Jahren nach Portugal. Diesmal verpflichtete ihn Benfica Lissabon erstmals fest und stattete ihn mit einem Fünfjahresvertrag und einer Ausstiegsklausel in Höhe von 100 Millionen Euro aus. Der SSC Neapel erhielt für Vinícius eine Ablösesumme in Höhe von 17 Millionen Euro, musste aber 50 % davon an Grêmio Anápolis weiterüberweisen. Genauso wie bei den vorigen zwei portugiesischen Stationen, traf er auch für Benfica in seinem ersten Pflichtspiel. Beim 5:0-Heimsieg gegen den FC Paços de Ferreira erzielte er einen Treffer. Der Durchbruch gelang ihm Ende Oktober 2019. Von dort an erzielte er in 13 aufeinanderfolgenden Spielen 13 Tore. Insgesamt gelangen ihm in der Saison 2019/20 18 Tore in 33 Ligaeinsätzen, womit er Platz eins der Torschützenliste belegte.
Anfang Oktober 2020 wechselte Carlos Vinícius für die gesamte Spielzeit 2020/21 auf Leihbasis zum englischen Erstligisten Tottenham Hotspur. Der Verein aus der Hauptstadt London bezahlte als Leihgebühr 3 Millionen Euro und sicherte sich eine Kaufoption in Höhe von 45 Millionen Euro. Der Brasilianer kam zu 22 Pflichtspieleinsätzen mit 10 Torerfolgen, die Kaufoption blieb jedoch ungenutzt. Ab der Saison 2021/22 wurde Vinícius in die Niederlande an den PSV Eindhoven ausgeliehen. Nach dem vierten Spieltag der Saison 2022/23 wurde er an den FC Fulham verkauft.
Im Februar 2024 wurde Carlos Vinícius an Galatasaray Istanbul ausgeliehen. In 10 Ligaspielen erzielte der Stürmer ein Tor und wurde am Ende der Saison türkischer Meister.

## Erfolge
Benfica Lissabon
- Portugiesischer Supercupsieger: 2019
- Torschützenkönig der Primeira Liga: 2020

Galatasaray Istanbul
- Türkischer Meister: 2024